# Parque eólico Middelgrunden

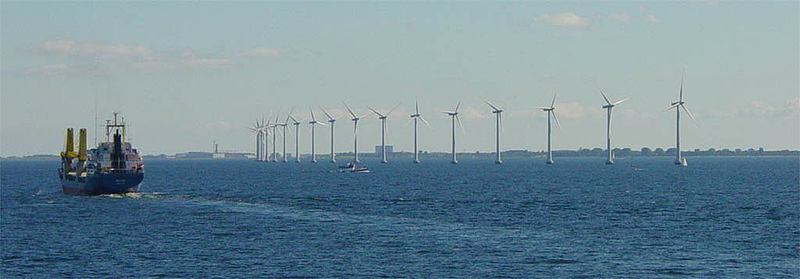
El viento a menudo fluye rápida y suavemente sobre el agua, ya que no encuentra obstáculos. Las grandes turbinas de giro lento de este parque eólico marino próximo a Copenhague aprovechan las brisas moderadas pero constantes que soplan en la zona. Aunque el viento en esta ubicación no es fuerte, sí es muy consistente, ya que las turbinas generan una potencia sustancial durante el 97 por ciento del tiempo.

Middelgrunden es un parque eólico marino en el Øresund, a 3.5 km de Copenhague, Dinamarca. Cuando se construyó en el año 2000, era la granja marina más grande del mundo, con 20 turbinas (Bonus de 2 MW cada una) y una capacidad de 40 MW. La granja suministra alrededor del 4% de la energía para Copenhague.
En 1996, el proyecto fue iniciado por la Oficina de Energía y Medio Ambiente de Copenhague (CEEO) después de que Middelgrunden hubiera sido catalogado como un sitio potencial en el Plan de Acción Danés para Energía Eólica Marítima. Junto con el CEEO, un grupo de residentes de la localidad formó la Cooperativa de turbinas de viento Middelgrunden y estableció una cooperación con Copenhagen Energy, la empresa eléctrica local. En un primer momento el lugar propuesto suscitó la oposición de la Sociedad Danesa para la Conservación de la Naturaleza, pero esta decisión fue modificada posteriormente. Los cimientos de la base de gravedad concreta fueron elegidos como la opción más barata.
Este proyecto es un ejemplo de energía eólica comunitaria. Es propiedad en un 50% de los 10,000 inversionistas de la Cooperativa de turbinas de viento Middelgrunden, y el 50% es de la empresa municipal de servicios públicos. Al ser claramente visible desde la capital de Dinamarca, afirma la importancia que se atribuye a la energía eólica en dicho país. 